# Distrikt Leimebamba

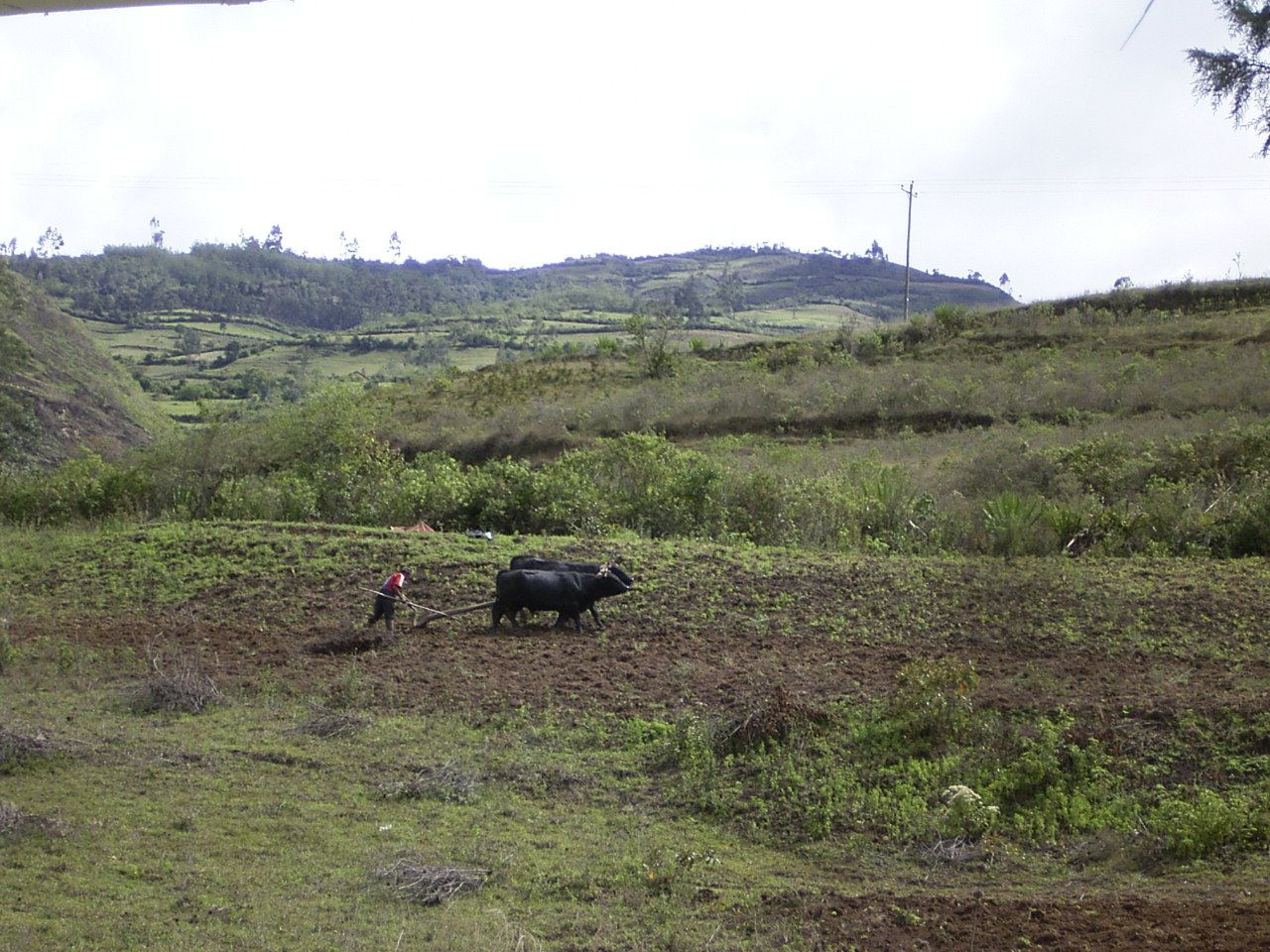
Ein Bauer bei der Feldarbeit bei Leymebamba.

Der Distrikt Leimebamba ist einer der 21 Distrikte, aus denen die Provinz Chachapoyas in der Region Amazonas im Norden Perus besteht. Der Distrikt hat eine Fläche von 452 km². Beim Zensus 2017 betrug die Einwohnerzahl 3620. Im Jahr 1993 lag sie bei 3800, im Jahr 2007 bei 3918.

## Orte im Distrikt Leimebamba
Die meisten Dörfer des Distriktes Leimebamba befinden sich im Hochgebirge, einige befinden sich auch an den Ufern des Flusses Río Utcubamba.
- Agua Loca
- Amuch
- Atuen
- Bonda
- Cabildo Pata
- Cashapata
- Checo
- Chilingote
- Chinchango
- Chorrera
- Churo Churo
- Chururco
- Conjul
- Corral Conga
- Cuensol
- Dos de Mayo
- El Jardin
- El Salto
- El Tambo
- Felipa
- Gramalote Rural
- Guilipe
- Ishpingo
- Israel
- Jinez
- La Joya
- La Vaqueria
- Laguna Cóndores
- Lajas Bamba
- Las Escobas
- Llushpe
- Lluy
- Lugar Tranquilo
- Miraflores
- Monteseco
- Monticunga
- Muyucsha
- Orfedon
- Palmira
- Pampas Verdes
- Parajillo
- Plaza Pampa
- Pomacochas
- Potrerillo
- Puchicana
- Quingrimachay
- Quishuar
- San Miguel
- Santa Dionisia
- Shalcapata
- Shishuayco
- Shival
- Shonie
- Sinuno
- Siogue
- Tajopamba
- Tambillo
- Teaben
- Timbo Yambo
- Torongil
- Triguicsa
- Yerba Buena